# Boreotrophon
Boreotrophon is een geslacht van weekdieren uit de klasse van de Gastropoda (slakken).

## Soorten
- Boreotrophon alaskanus Dall, 1902
- Boreotrophon albus Egorov, 1992
- Boreotrophon aomoriensis (Nomura & Hatai, 1940)
- Boreotrophon apolyonis (Dall, 1919)
- Boreotrophon avalonensis Dall, 1902
- Boreotrophon bentleyi Dall, 1908
- Boreotrophon candelabrum (Reeve, 1848)
- Boreotrophon cepula (G. B. Sowerby III, 1880)
- Boreotrophon clathratus (Linnaeus, 1767)
- Boreotrophon clavatus (G. O. Sars, 1878)
- Boreotrophon cymatus Dall, 1902
- Boreotrophon dabneyi (Dautzenberg, 1889)
- Boreotrophon disparilis (Dall, 1891)
- Boreotrophon egorovi Houart, 1995
- Boreotrophon elegantulus Dall, 1907
- Boreotrophon eucymatus Dall, 1902
- Boreotrophon flos Okutani, 1964
- Boreotrophon gaidenkoi Houart, 1995
- Boreotrophon hazardi McLean, 1996
- Boreotrophon houarti Egorov, 1994
- Boreotrophon kabati McLean, 1996
- Boreotrophon keepi (Strong & Hertlein, 1937)
- Boreotrophon macouni Dall & Bartsch, 1910
- Boreotrophon mazatlanicus Dall, 1902
- Boreotrophon multicostatus (Eschscholtz, 1829)
- Boreotrophon okhotensis Egorov, 1993
- Boreotrophon pacificus Dall, 1902
- Boreotrophon pedroanus (Arnold, 1903)
- Boreotrophon pygmaeus Egorov, 1994
- Boreotrophon rotundatus Dall, 1902
- Boreotrophon tolomius (Dall, 1919)
- Boreotrophon triangulatus (Carpenter, 1864)
- Boreotrophon tripherus Dall, 1902
- Boreotrophon trophonis Egorov, 1993
- Boreotrophon truncatus (Strøm, 1768)
- Boreotrophon xestra Dall, 1918